# Jean Salles
Jean Salles (1739-1798) est un commerçant bordelais du XVIIIe siècle, fondateur du journal local Le Port de la Lune.
Jean Salles est issu d’une famille de vieille tradition commerçante de la région bordelaise. Lettré, il fréquente les milieux intellectuels mais garde toujours une méfiance à l’égard du mouvement des Lumières. Il fonde en 1754 le journal d’actualité locale Le Port de la Lune qui fait figure de calque régional du Mercure de France. Jamais subversif, le magazine, tantôt quotidien, tantôt hebdomadaire, rapporte les événements mondains, politiques et religieux de la vie bordelaise.
En dépit du soutien de l’intendance et des ambitions de son fondateur, Le Port de la Lune a toujours eu une audience limitée. On estime à quelques centaines d'exemplaires le pic de diffusion du journal. Le commerce de Jean Salles prospère, mais le journal, qui connaît des difficultés financières récurrentes, mine le bilan de ses activités. En 1778, il cède son journal et se retire de la vie intellectuelle et politique bordelaise.
Un incendie détruit les locaux du journal en 1792 et emporte la totalité des archives de son journal. Seuls quatorze exemplaires, tous datés du 12 mai 1754, nous sont restés et sont conservés à la Bibliothèque municipale de Bordeaux.